# Éphraïm Mikhaël

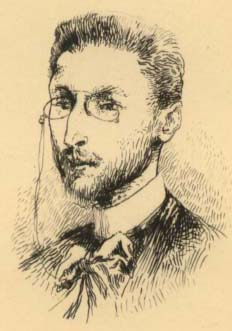
Éphraïm Mikhaël

Éphraïm-Georges Michel (genannt Éphraïm Mikhaël; * 25. Juni 1866 in Toulouse; † 5. Mai 1890 in Paris) war ein französischer Dichter des Symbolismus.

## Die ersten Jahre
Éphraïm Mikhaël war der Sohn einer jüdischen Händlerfamilie aus Toulouse. Er besuchte zuerst das Lycée von Toulouse und zog 1881 mit seinen Eltern nach Paris, da sein Vater dort Weinhändler und Immobilienmakler wurde. So nahm Mikhaël an den Kursen des Lycée Fontanes teil, das sich 1883 in Condorcet umbenannte. Dann schrieb er sich an der Sorbonne ein, um einen Abschluss in Literaturwissenschaft zu erwerben. Nach dessen Erhalt bestand er 1886 die Aufnahmeprüfung an der École des chartes. Dort traf er bekannte Autoren wie André-Ferdinand Hérold, der ein Jahr früher eingetreten war und ebenfalls ein Dichter des Symbolismus war. Der junge Éphraïm-Georges Michel schloss dort 1889 mit 8 von 10 Punkten ab, nachdem er eine Dissertation zu Richard de Saint-Victor vorgelegt hatte und nahm eine Stelle bei der Bibliothèque nationale an.

## Der Poet

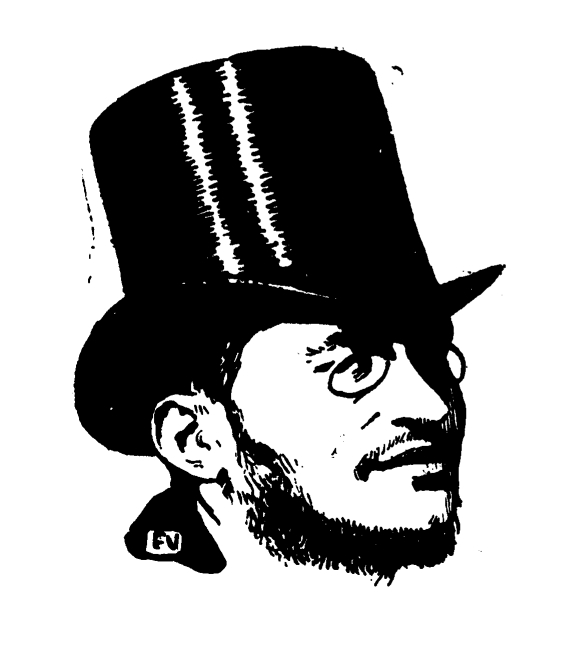
Porträt von Félix Vallotton

Er schrieb parallel in mehreren Zeitschriften der Poesie, besonders im «mardis de Mallarmé» und sammelte einige junge Autoren um sich, die als Gruppe der Pleiaden bekannt wurde, Mitglieder waren etwa Rodolphe Darzens, Saint-Pol-Roux und Pierre Quillard. René Ghil beschrieb Éphraïm Mikhaël als «lang und schlank, den Kopf rothaarig und klein, das Gesicht gefleckt mit Sommersprossen, lächelnd, ein wenig tanzend vor Schüchternheit und doch zäh».
Mit 20 Jahren veröffentlichte er seinen einzigen Gedichtband, L’Automne (Der Herbst, 1886), der vierzehn sehnsuchtsvolle Gedichte enthält.
Daneben ließ er die Theaterstücke La Fiancée de Corinthe (Die Braut von Korinth, 1888) und Le Cor fleuri (1888) aufführen. Sein drittes Stück Briséïs entstand in Zusammenarbeit mit Catulle Mendès und wurde von Emmanuel Chabrier als Oper vertont.
Éphraïm Mikhaël starb 1890 im Alter von nicht einmal 24 Jahren an Tuberkulose. Im gleichen Jahr erschien eine Werkausgabe in einem Band.

## Werke
- Le Cor fleuri, féerie en un acte, Paris: Tresse et Stock, 1888, 19 p., joué au Théâtre Libre de Paris le 10 décembre 1888
- La Fiancée de Corinthe, légende dramatique en trois actes, avec Bernard Lazare, Paris: C. Dalou, 1888, 55 p.
- Œuvres, poésies, poèmes en prose, Paris: A. Lemerre, 1890, IV-277 p.
- Briséïs, drame en trois actes, avec Catulle Mendès, Paris: Dentu, v. 1900, 70 p.
- Lettres à Bernard Lazare, suivies de Sillafrida, Reims: À l’écart, 1992, 120 p.
- Œuvres complètes: aux origines du symbolisme, éd. D. Galparin et M. Jutrin, Lausanne: L’âge d’homme, 1995-2001, 2 vol.